# Reflejo real
Reflejo Real es el quinto álbum de estudio de Abel Pintos el cual fue grabado bajo el sello discográfico de Sony Music

## Lista de canciones
| N.º | Título                  | Escritor(es)                                        | Duración |  |
| 1.  | «Quien pudiera»         | Abel Pintos - Ariel Pintos                          | 4:05     |  |
| 2.  | «Anclada en mis sueños» | Abel Pintos                                         | 3:02     |  |
| 3.  | «El beso»               | Abel Pintos - Ariel Pintos                          | 2:56     |  |
| 4.  | «A veces pasa»          | Abel Pintos - Ariel Pintos - Ángel Osvaldo González | 3:27     |  |
| 5.  | «Buenos amores»         | Abel Pintos                                         | 2:52     |  |
| 6.  | «Eternidad»             | Abel Pintos - Ariel Pintos - Ángel Osvaldo González | 3:12     |  |
| 7.  | «Ofrezco»               | Abel Pintos                                         | 4:06     |  |
| 8.  | «Huracán»               | Abel Pintos - Ariel Pintos - Ángel Osvaldo González | 3:56     |  |
| 9.  | «Mi error»              | Abel Pintos                                         | 3:06     |  |
| 10. | «Cada segundo sin vos»  | Abel Pintos - Ariel Pintos - Ángel Osvaldo González | 2:38     |  |
| 11. | «Lucero»                | Abel Pintos - Ariel Pintos - Ángel Osvaldo González | 3:26     |  |
| 12. | «Para saber»            | Abel Pintos - Ariel Pintos                          | 3:23     |  |
| 13. | «Reflejo real»          | Abel Pintos                                         | 3:10     |  |
| 14. | «Todos iguales»         | Abel Pintos - Ariel Pintos - Ángel Osvaldo González | 3:14     |  |

- Datos: Q24960639